# Legenda Lylah Clare
Legenda Lylah Clare – amerykański dramat z 1968 roku.

## Główne role
- Kim Novak – Lylah Clare/Elsa Brinkmann/Elsa Campbell
- Peter Finch – Lewis Zarken/Louie Flack
- Ernest Borgnine – Barney Sheean
- Milton Selzer – Bart Langner
- Rossella Falk – Rossella
- Gabriele Tinti – Paolo
- Valentina Cortese – Hrabina Bozo Bedoni
- Jean Carroll – Becky Langner
- Michael Murphy – Mark Peter Sheean
- Robert Ellenstein – Mike
- Nick Dennis – Nick

## Fabuła
Gwiazda kina lat 30., aktorka Lylah Clare umiera w niewyjaśnionych okolicznościach. Po kilku latach od tego wydarzenia, jej mąż i reżyser Lewis Zarken dostaje propozycję nakręcenia biografii swojej żony. Główną rolę ma zagrać nieznana aktorka Elsa Brinkmann. Zarken z entuzjazmem podchodzi do całego przedsięwzięcia i zamierza uczynić z aktorki wierną kopię swojej żony.